# 旧土人給与地
旧土人給与地（きゅうどじんきゅうよち）とは、1899年（明治32年）公布された北海道旧土人保護法第一条「北海道旧土人ニシテ農業ニ従事セムト欲スル者ニハ一戸ニ付土地一万五千坪以内ヲ限リ無償下付スルコトヲ得」の規定にもとづきアイヌ民族に給与された土地のことをいう。
こうして行われた土地の給与は従来漁猟を営んできたアイヌ民族を農耕民化させることによって和人（日本民族）への同化を推し進めようとするものであった。そのため財産権は制限され、賃貸権は有していたものの、質権、抵当権、永小作権などの設定も、相続以外での譲渡も行うことができず、資産として運用するのではなくあくまでも農民として土地を利用することが想定されていた。
しかし、こうした政策目的にもかかわらず、分配された土地は植民者、和人が優先されたため、農耕には適さない不毛の土地ばかりであり、結果として農民として定着したものは少なく、後には多くのアイヌ民族が貧窮して土地を手放すのやむなくに至った。
また土地を保持した人々も、経済的困窮から99年の永代小作契約を和人の富農との間に強制されるなどしたため、実質的には奪われたも同然であった。
さらに戦後GHQによって行われた農地改革においては、これらの小作契約を結んだ土地は規模が農地改革の対象になるほど広くなく、また小作人である和人富農のほうが富裕かつ優位であったにもかかわらず、他と同様に分配の対象とされ、強制的な買収が行われた。

## 関連事項
- 北海道旧土人保護法
- ドーズ法
- アイヌ民族共有財産裁判
- 旧土人共有地
- 旧土人共有財産
- 第一次近文アイヌ給与地問題
- 第二次近文アイヌ給与地問題
- 第三次近文アイヌ給与地問題
- 天川恵三郎
- 荒井源次郎